# Sphaeropoeus montanus
Sphaeropoeus montanus är en mångfotingart som beskrevs av Karsch 1881. Sphaeropoeus montanus ingår i släktet Sphaeropoeus och familjen Zephroniidae. Inga underarter finns listade i Catalogue of Life.